# Giovanni Antonio Colomba
Giovanni Antonio Colomba (Arogno, 1585 – Arogno, 29 marzo 1650) è stato un artista e decoratore svizzero.

## Opere
- Mendrisio, Monte Stella, Oratorio di San Nicola: stucchi
- Vico Morcote, chiesa dei Santi Fedele e Simone: decorazioni a stucco
- Valenza, Duomo: decorazioni a stucco
- Rovio, Chiesa dei Santi Vitale ed Agata: statue e putti
- Bissone, Oratorio di San Rocco: statue di San Michele e di San Sebastiano
- Codogna, frazione di Grandola ed Uniti (CO), chiesa parrocchiale dei Santi Siro e Margherita: decorazioni a stucco
- Maroggia, Chiesa di San Pietro (Maroggia): decorazioni a stucco
- Laino, chiesa parrocchiale di San Lorenzo: decorazioni a stucco
- Puria, chiesa della Beata Vergine Maria Assunta: decorazioni a stucco
- Arogno, Oratorio di San Michele: altare in stucco con statua di San Michele